# Binter Cabo Verde
Binter Cabo Verde (o Binter CV) fue una aerolínea caboverdiana de carácter regional con base en Cabo Verde. Fue fundada en 2016, y operó en siete aeropuertos de Cabo Verde con tres aeronaves ATR 72.

## Historia
Binter CV se creó en 2016, e inició sus operaciones el 12 de noviembre de ese año. Se trata de una filial de la compañía Binter Canarias creada para ofrecer el servicio interinsular en Cabo Verde.
En apenas un año, Binter CV consiguió operar en todas las islas de Cabo Verde que tienen aeropuerto, pasando de ofrecer tres a nueve trayectos interinsulares y ofreciendo una puntualidad cercana al 90% en los vuelos de los últimos meses de 2017.
Durante los primeros doce meses, la compañía transportó en torno a 230.000 pasajeros e incrementó un 72% la oferta mensual de plazas, para llegar a una oferta de 45.000 en octubre de 2017.
En el momento de su cese, Binter CV tenía una plantilla de 116 empleados con las tripulaciones y las áreas de atención al cliente y operaciones en tierra de los aeropuertos.
En agosto de 2019, la aerolínea cambió su nombre de Binter Cabo Verde (Binter CV) a Transportes Interilhas de Cabo Verde (TICV). Binter Canarias se deshizo de la aerolínea en junio de 2021, vendiendo su participación mayoritaria del 70% a la aerolínea angoleña BestFly Worldwide, mientras que el 30% restante es propiedad del Gobierno de Cabo Verde. Desde entonces, la compañía ha rebautizado la aerolínea como Bestfly Cabo Verde.
A mediados de 2023, la aerolínea suspendió brevemente la mayoría de sus vuelos, citando dificultades operativas. La aerolínea anunció que suspendería todas las operaciones nuevamente desde el 19 de abril hasta el 7 de mayo de 2024, sin embargo, sin reanudarlas desde entonces. Se ha informado que la aerolínea suspendió sus servicios en Cabo Verde debido a problemas con sus los arrendadores de su única aeronave, un ATR 72-600.

## Antigua flota
La flota de Binter Cabo Verde estaba compuesta únicamente por tres ATR 72.
| Aeronaves | Total | Introducido | Retirado | Matrículas              |
| --------- | ----- | ----------- | -------- | ----------------------- |
| ATR 72    | 3     | 2016        | 2019     | D4-CCA, D4-CCB y D4-CCD |

La flota de Transportes Interilhas de Cabo Verde estaba formada por cuatro ATR 72.
| Aeronaves | Total | Introducido | Retirado | Matrículas                      |
| --------- | ----- | ----------- | -------- | ------------------------------- |
| ATR 72    | 4     | 2019        | 2021     | D4-BFB, D4-CCA, D4-CCB y D4-CCD |

La flota de Bestway Cabo Verde estuvo compuesta por cuatro ATR 72, un Embraer E-190AR y un Embraer ERJ 145LR.
| Aeronaves         | Total | Introducido | Retirado | Matrículas              |
| ----------------- | ----- | ----------- | -------- | ----------------------- |
| ATR 72            | 4     | 2021        | 2024     | D4-BFB, D2-BFC y D4-BFA |
| Embraer E-190AR   | 1     | 2022        | 2023     | D4-BFE                  |
| Embraer ERJ 145LR | 1     | 2024        | 2024     | F-HOXY                  |

## Antiguos destinos
| País       | Destinos            | Aeropuertos                                |
| ---------- | ------------------- | ------------------------------------------ |
| Cabo Verde | Isla de Boa Vista   | Aeropuerto Internacional Aristides Pereira |
| Cabo Verde | Isla de Fogo        | Aeródromo de São Filipe                    |
| Cabo Verde | Isla de Maio        | Aeródromo de Maio                          |
| Cabo Verde | Isla de Sal         | Aeropuerto Internacional Amílcar Cabral    |
| Cabo Verde | Isla de São Nicolau | Aeródromo de Preguiça                      |
| Cabo Verde | Isla de São Vicente | Aeropuerto Internacional Cesária Évora     |
| Cabo Verde | Praia               | Aeropuerto Internacional Nelson Mandela    |